# Giuseppe Giacomo Gambino
Giuseppe Giacomo Gambino (Palermo, 21 maggio 1941 – Milano, 30 novembre 1996) è stato un mafioso italiano, conosciuto anche come u tignusu (il calvo) è stato un membro di Cosa Nostra. Grazie alla sua amicizia con Luciano Liggio prima, e Salvatore Riina poi, è arrivato anche a far parte della commissione (come capo del mandamento di San Lorenzo).
Inizialmente Gambino era capo della famiglia di San Lorenzo, che faceva parte del mandamento guidato da Rosario Riccobono. Negli anni settanta Gambino si legò particolarmente a Totò Riina (dal quale divenne inseparabile) e questo gli garantì una rapida ascesa. All'inizio degli anni '80 compose una "squadra della morte" (al servizio dei Corleonesi), insieme ad altri "uomini d'onore": Mario Prestifilippo, Filippo Marchese, i fratelli Antonino e Giuseppe Marchese, Vincenzo Puccio, Giovanbattista Pullarà, Giuseppe Lucchese, Giuseppe Greco e Nino Madonia. Con loro Gambino uccise, tra gli altri, i giudici  Terranova e Chinnici, il generale Dalla Chiesa, il commissario Cassarà e i quattro capimafia Stefano Bontate, Salvatore Inzerillo, Filippo Marchese e Rosario Riccobono; quest'ultima uccisione permetterà a Gambino di diventare il nuovo capomandamento di San Lorenzo e quindi membro della Commissione.
Si è tolto la vita nel 1996, all'età di 55 anni, dopo essere stato rinchiuso nel carcere di San Vittore e dopo che gli fu diagnosticato un tumore.